# Флейта-піколо
Фле́йта-пі́коло (іноді просто піколо або мала флейта; італ. flauto piccolo також ottavino, фр. petite flûte, нім. kleine Flöte) — дерев'яний духовий музичний інструмент, різновид поперечної флейти, найвищий за звучанням інструмент серед духових. Діапазон піколо — від d2 до c5. Ноти для флейти-піколо пишуться октавою нижче її реального звучання. 
Інструмент широко використовується в симфонічних та духових оркестрах. У верхньому регістрі звучить надзвичайно пронизливо, виділяючись навіть в оркестровому tutti. Існують також рідкісні сольні твори для флейти-піколо, зокрема концерти А.Вівальді C-dur RV 443, C-dur RV 444 та a-moll RV 445. 
Конструкція флейти-піколо аналогічна конструкції флейти. Проте флейта-піколо вдвічі коротша за звичайної флейти (довжина - близько 32 сантиметрів), має менший діаметр свердління (1 сантиметр) та отвір голівки. Інструмент виготовляють з дерева, металу, рідше з інших композитних матеріалів. 
Попередником флейти-піколо вважається  флажолет, який широко використовувався в середні століття у військовій музиці. Властиво флейта-піколо була сконструйована в XVIII столітті й на рубежі XVIII-XIX століть увійшла до складу симфонічного оркестру, де стала одним з найвищих  по регістрі інструментів. У військових і духових оркестрах XIX століття часто використалися флейти-піколо в строях ре-бемоль або мі-бемоль, проте пізніше такі інструменти вийшли з ужитку.
Звичайно в симфонічному оркестрі використовується одна мала флейта (рідше дві), партія якої в партитурі міститься на окремому рядку над партіями великих флейт (тобто над всіма іншими інструментами оркестру). Нерідко партія малої флейти являє собою тимчасову заміну партії однієї з великих флейт. Найчастіше функція флейти-піколо в оркестрі — підтримка верхніх голосів у загальному звучанні, але іноді композитори довіряють цьому інструменту й сольні епізоди (М. Равель — Фортепіанний концерт № 1, Р. Щедрін — Фортепіанний концерт № 4), Д. Шостакович ― симфонії № 9 і № 10).